# Ruine Alt-Kienberg
Alt-Kienberg ist die wenig bekannte Ruine einer Höhenburg auf einem Berggrat südwestlich der Gemeinde Kienberg im Bezirk Gösgen im schweizerischen Kanton Solothurn. Verblieben sind Mauerreste eines Gebäudes und eines Rundturms.

## Lage
Die Burgruine liegt exponiert auf einem Süd-West verlaufenden Berggrat des Kettenjuras an der Grenze zwischen den Gemeindegebieten von Kienberg und Oltingen.

## Geschichte
Die Burg war bis in die 1960er Jahre als Burgstelle Heidegg bekannt, da angenommen wurde, das die Burg bis zu den Nachfolgern der Kienberger im Besitz der Herren von Heidegg war, die die Herrschaft Kienberg von 1391 bis 1523 besessen hatten.
Der Name Alt-Kienberg ist nicht schriftlich belegt. Den Namen bekam die Ruine nach den Sondierungs- und Konservierungsarbeiten 1963–1964. Damals kamen Funde (Keramikfragmente, Pfeilspitzen, eine Hufnagel und eine durchbohrte Schale einer Jakobsmuschel) zum Vorschein, die darauf hinwiesen, dass die Burg nur vom 11. Jahrhundert bis ca. 1200 benutzt wurde. Es wird vermutet, dass es sich um das erste Zentrum der Herren von Kienberg (erstmals 1173 urkundlich erwähnt) handelte. Die Burg wurde womöglich um 1200 zugunsten der benachbarten Burgruine Kienberg-Heidegg aufgegeben.

## Beschreibung
Die Südwest auf dem Grat entlang liegende, langgestreckte Burgruine war an beiden Seiten durch einen Halsgraben gesichert. Das Burgplateau hat Ausmasse von etwa 30 auf 12 Meter. Beidseitige schwache  Reste von Befestigungen lassen die Vermutung zu, dass die Burg von einem Bering umgeben war. Südwestlich folgt auf dem höchsten Punkt ein Rundturm, von dem noch mehrere Meter hohe Reste vorhanden sind. Hangseitig ist um den Bergfried der Grat mit Terrassen eingeebnet. Nordosttwärts, tiefer gelegen und leicht versetzt zum Grat folgt der Mauerrest eines langgestreckten Gebäudes, das als Palas anzusprechen wäre und an die nordöstliche Ringmauer angelehnt war. Reste einer Türschwelle haben sich hier erhalten. Die Wasserversorgung der kleinen Burg ist gänzlich ungeklärt.